# Diari Oficial de la Generalitat Valenciana

Le Diari Oficial de la Generalitat Valenciana (DOGV) (en français : « Journal officiel de la Généralité valencienne ») est le journal de publication officiel des lois de la Généralité de la Communauté valencienne qui gouverne la communauté autonome.